# 김국광
김국광(金國光, 1415년 5월 12일 ~ 1480년 11월 11일)은 조선시대 전기의 문신, 정치인이다. 본관은 광산(光山)으로 자(字)는 관경(觀卿), 호는 서석(瑞石), 별호는 사지제일(事知第一)이며 시호는 정정(丁靖)이다. 과거 급제후 삼사의 요직을 거쳐 1455년 교리로 재직 중 세조의 즉위를 지지하여 좌익원종공신 3등에 올랐다. 이후 이시애의 난 토벌에 참여한 공로로 적개공신 2등에 책록되고, 예종 사후에는 성종의 즉위를 지지하여 좌리공신 1등에 책록되었으며 1478년 1월 7일에서 1479년 12월 27일까지 조선국 상급 국상 지위를 지냈다.
1438년(세종 20년) 생원시에 합격하여 성균관 유생이 되었다. 이후 1441년(세종 23년) 식년문과에 급제하고 삼사의 요직을 거쳐 1455년(세조 1) 교리로서 세조의 즉위를 도왔다 하여 좌익원종공신(佐翼原從功臣) 3등에 책록되었다. 1460년, 함경도에 여진족이 침투하자 함경도경차관으로 파견되어 적군을 회유하여 되돌려보냈다. 그후 동부승지와 우부승지, 좌부승지로 재직하며 형전 편찬을 주도하였고, 병조판서, 좌참찬, 우찬성 등을 거쳐 1467년 5월, 이시애의 난 진압을 참여한 공로로써 적개공신(敵愾功臣) 2등에 책록 녹훈되고 의정부좌찬성으로 승진, 광산군(光山君)에 봉해졌다.
세조 사후에는 원상(院相)의 한 사람으로 신숙주, 한명회 등과 함께 서정을 처리하였고, 예종 사후 원상의 한 사람으로 의경세자의 차남이었던 자을산군 이혈의 즉위를 지지하였다. 1470년(성종 1년) 보국숭록대부로 승진했다가 다시 대광보국숭록대부 우의정으로 승진, 성종의 책봉사은사로 명나라에 다녀온 뒤 좌의정을 지내고 1471년(성종 2년) 좌리공신(佐理功臣) 1등이 되고 광산부원군으로 진봉되었다. 1477년 영중추부사를 거쳐 이듬해 우의정에 임명되었으나, 동생과 사위의 부정부패 사건으로 대간의 거듭된 탄핵을 받고 사직했다. 문장력으로 세조의 두터운 신임을 얻었으며 세조의 명으로 한계희(韓繼禧), 신숙주, 최항(崔恒), 노사신 등과 아울러 경국대전 편찬과 국조보감 증보 등에 참여했다. 황희의 손녀사위이기도 하다.

## 생애

### 생애 초반
아버지는 사헌부감찰을 지내고 사후 증 의정부영의정 광성부원군에 추증된 김철산(金鐵山)이며, 어머니는 대도호부사 김명리(金明理)의 딸 증정경부인(贈貞敬夫人)에 추증된 안동 김씨(安東 金氏)이다. 고려조의 관료였던 그의 가계는 증조부 김약채(金若采)가 조선 건국에 참여하여 관직에 다시 오르게 되었다. 이후 그의 할아버지 김문은 요절하고 아버지 김철산은 사헌부 감찰에 이르렀다. 그의 동생은 세조 때에 여진족 토벌에 참여하였으며 청백리에 녹선되었던 서정 김겸광이다. 또한 중종 대의 훈신이었던 김극핍과 김명윤은 동생 김겸광의 아들과 손자였다.
아버지 김철산의 의정부 영의정 증직과 광성부원군작위 및 순충적덕병의보조공신호는 후일 그의 출세로 추증된 작위였다.
1438년(세종 21년) 생원시에 합격하고 성균관 재생으로 선발되었는데 당시 황희가 그를 보고 말하기를 "김생은 작게 될 사람이 아니다" 하며 귀하게 여겨 반드시 의관을 정제하고 나서 그를 맞이했다 한다. 이어 그는 황희의 셋째 아들 황보신의 딸을 아내로 맞이하였다. 성균관 재생으로 1441년(세종 23년) 식년문과에 병과 7등으로 급제하여 승문원 권지를 거쳐 승문원 부정자, 정자를 역임하였다.

### 관료 생활

#### 관료 생활 초반
1441년(세종 23년) 식년 문과에 을과로 급제, 승문원부정자(承文院副正字), 정자를 거쳐 승문원박사에 이르렀다. 1445년(세종 28년) 의영고부사(義盈庫副使)를 거쳐 황해도 도사로 나갔다가 1447년(세종 29년) 사헌부 감찰(司憲府監察), 성균관 주부, 봉상시판관(奉常寺判官) 등을 지냈다. 1448년 성균관 주부(成均館主簿)를 거쳐 다시 사헌부 감찰이 되었다가 동년 4월에 명나라에 사신이 파견될 때 사은사(謝恩使) 이사임(李思任)의 서장관(書狀官)으로 연경에 다녀왔다.
귀국 이후 1449년 전라도 도사로 나갔다가 1452년 승문원 교리, 홍문관 교리를 역임했다. 1452년(단종 1년) 12월에는 교리로 재직 중 계유정난에 참여한 공으로 세조의 즉위를 도왔다 하여 원종공신 3등에 서훈되었다. 당시 할머니의 상을 당하였으나, 1453년 특명으로 3년상을 마치기 전에 기복하여 사헌부지평(司憲府持平)으로 임명되었다.

#### 세조 측근 활동
1455년(단종 3년) 홍문관 교리로 재직 중 세조의 즉위를 지지하였다. 1457년(세조 3년)에 사헌부 지평이 되었다. 1458년 4월 사헌부 지평 재직 중 경상남도 함안사람 최옥산(崔玉山)의 아버지 살해사건이 일어나자 부지승문원사(副知承文院事)로서 경차관(敬差官)이 되어 사건의 진상을 조사, 최옥산의 무죄를 밝혀내 명관으로 칭송을 받았다. 이에 세조가 "김국광이 아니었으면 무죄한 백성을 죽일뻔 하였다."라고 말하였다. 이어 세조의 신뢰를 얻어 사헌부장령, 성균관 사예(成均館司藝)를 제수받았고 종친부전첨(宗親府典籤)을 역임하였다. 이후
1460년 사섬시윤(司贍寺尹)에 임명되고 이어서왕명으로 신숙주, 최항 등과 함께 경국대전(經國大典)의 편찬에 착수하였다. 그 후 동부승지, 우부승지를 역임하며 세조의 왕명을 받아 형전의 수집과 정리, 간행을 주관하였다. 1460년 함경도에 여진족 올량합(兀良哈) 등이 침입했을 때 함경도경차관으로 파견, 이들을 설득하여 되돌려보냈다. 이후 동부승지, 우부승지, 좌부승지 등을 역임하며 세조의 왕명으로 형전(刑典)과 법전의 정비와 편찬을 주도하고, 그해 10월 참의를 거쳐 1461년(세조 7년) 병조참판에 승진되었는데 사지제일(事知第一)이라는 네 글자를 휘호로 내려주어 포상하고 문무전재라고 칭찬하였다. 한편 그 무렵 당시 승지들이 모두 삼사의 탄핵을 당하게 되자, 병조참판으로 겸임 가도승지(假都承旨)에 임명되어 왕명출납을 전담하였다.
1464년(세조 10년) 10월 호조판서(戶曹判書)로 승진하고 1465년 동지중추원사, 1466년 4월 병조판서가 되었다. 그해 한계희 등과 함께 왕명으로 《동국통감》의 증보에 참여하였다. 또, 노사신, 한계희, 어세공 등과 함께 《역학계몽요해 (易學啓蒙要解)》의 편찬에도 참여하였다. 1467년 의정부 우참찬이 되고 병조판서와 오위도총부 도총관을 겸하게 하였다. 이어 의정부 우찬성에 승진하고 다시 병조판서를 겸임하였으며, 특명으로 승정원 도승지도 같이 겸직하였다. 1467년 4월 의정부우참찬 겸 병조판서가 되었다.

### 생애 후반

#### 원상 재직
1467년 5월 함경도 길주에서 세조 찬위를 비판하는 이시애가 난을 일으키자 의정부우찬성 겸 병조판서로서 토벌에 참여하여 정충출기적개공신(敵愾功臣) 2등에 오르고 광산군(光山君)에 봉작되었으며 의정부좌찬성에 승진, 겸 세자시강원이사(貳師), 병조판서, 오위도총부도총관, 춘추관지사(春秋館知事)를 겸임하였다. 이어 건주위(建州衛)정벌에도 공을 세워 군공(軍功) 3등에 서훈되었다.
1468년 세조가 죽고 예종이 즉위하자 세조의 능 자리를 간택하는 간심관의 한 사람으로 전국을 다녀왔으며, 예종이 즉위하자 한명회, 신숙주, 정인지 등과 함께 원상(院相)의 한 사람으로 예종 초반의 정무를 주관하고 혼란을 수습하였다. 이때 장기간 그가 병권을 쥐고 있었다는 이유로 그해 10월 겸임 병조판서직에서는 해임, 좌찬성직만 수행하였다.
1469년(예종 2년) 보국숭록대부로 승진했다가 그해 5월 충청도와 전라도의 문폐사(問弊使)로 파견되었고, 그해에 다시 대광보국숭록대부 우의정으로 승진하고 편집중인 경국대전을 집대성하였다. 예종이 사망하자 의경세자의 차남인 자을산군의 즉위를 지지하였다. 1470년(성종 2년) 4월 좌의정(左議政)이 되어 사은사(謝恩使)로 명나라에 다녀왔고, 성종의 지지를 즉위한 공로로 1471년에는 순성명량경제홍화좌리공신(佐理功臣) 1등에 녹선되었으며 광산부원군(光山府院君)으로 진봉되었다. 성종 즉위 초반에 그는 법전과 형전의 편찬, 정리에 참여하였다.

#### 은퇴와 최후
1471년 8월 그의 동생 김정광(金廷光)과 사위 이한(李垾)의 부정사건으로 대간의 탄핵을 받아 사직하고, 원상과 영경연사(領經筵事)만을 겸했다. 그뒤 사헌부, 사간원 등 대간의 강력한 반대와 비판을 받았지만 성종의 각별한 신뢰로 원상으로서 정사에 참여하여 1476년(성종 7년) 5월까지 원상으로서 국방, 외교, 형전, 법전 편찬 등의 국정자문에 응하고 경연관으로서 성종을 보도하였다. 1477년(성종 8년) 10월 영중추부사를 거쳐 1478년 6월 다시 의정부우의정에 올랐으나 동생과 사위의 부정부패에 대하여 대간의 탄핵이 빗발치자, 일부 관료들의 반대로 곧 사직하였다
그는 문명으로 세조의 두터운 신임을 얻어 상중에도 특별히 기복하였고, 세조 즉위 초반에 형전과 법률의 정리, 편찬을 주도하였다. 또한 세조의 명으로 신숙주, 한계희, 최항, 노사신 등과 함께 경국대전, 국조보감 등의 편찬과 정리에 참여했다. 1480년(성종 10년) 그 해의 문과를 주관하여 신종호 등을 선발하였다. 그해 가을, 병석에 눕자 성종은 어의와 약물을 내려 병구완을 하였으나, 동년 11월 11일 연산현 자택 정침에서 병으로 사망항였다. 근처에 임시로 매장했다가 1481년 2월에 연산현 동촌 왕대리에 장사하였다.

### 사후
사후 부조(不祧, 불천지위)의 은전을 받았다. 묘소는 충청남도 연산현 동촌 왕대리(현 논산시 두마면 왕대리)에 안장되었으며 대한민국에 와서 충청남도지정문화재자료 제308호로 지정되었다. 신도비는 서거정이 지었으며, 후에 그의 10대손에 의해 또다른 신도비가 다시 세워졌다. 논산시 연산면 고정리에 있는 김국광 사당은 후일 논산시 향토유적 제7호로 지정되고, 부적면 신풍리에 있던 영사암은 충청남도 유형문화재 제129호로 지정되었다.

## 저서
- 《서석실기》
- 《역학계몽요해 (易學啓蒙要解)》
- 《경국대전》, 공저
- 《동국통감》

## 가족 관계
- 증조부 : 김약채(金若采)
  - 할아버지 : 김문(金問, 1373년 ~ 1393년)
  - 할머니 : 양천 허씨 허응(許應)의 딸
    - 아버지 : 김철산(金鐵山)
    - 어머니 : 김명리(金明理)의 딸 - 안동김씨
      - 동생 : 김겸광(金謙光)
      - 동생 : 김정광(金廷光)
      - 동생 : 김경광(金景光)
      - 부인 : 장수황씨
        - 장남 : 김극뉴(金克忸, 1436년 ~ 1496년)
        - 자부 : 박이(朴肄)의 딸
          - 손자 : 김종윤(金宗胤) - 사계 김장생의 증조부, 황강 김계휘의 할아버지
          - 손자 : 김소윤(金昭胤) - 독락정 김개의 할아버지
          - 손녀 : 진수윤(陳首胤)에게 출가

        - 차남 : 김극니(金克怩)
        - 자부 : 박계금(朴繼金)의 딸
          - 손자 : 김맹윤(金孟胤)
          - 손녀 : 성세순(成世純)에게 출가
            - 외증손 : 성수침(成守琛) - 우계 성혼의 아버지
            - 외증손 : 성수종(成守琮)

        - 삼남 : 김극수(金克羞)
        - 자부 : 황수정(黃守正)의 딸
          - 손자 : 김귀윤(金貴胤)

        - 사남 : 김극괴(金克愧, 1466 ~ 1490)
        - 자부 : 한충의(韓忠義)의 딸
        - 장녀 : 이한(李悍)에게 출가
        - 차녀 : 이혜(李譓)에게 출가
        - 삼녀 : 송여림(宋汝霖)에게 출가
- 처증조부 : 황군서(黃君瑞)
  - 처조부 : 황희(黃喜)
    - 처백부 : 황치신(黃致身)
    - 처중부 : 황수신(黃守身)
    - 장인 : 황보신(黃保身)

## 기타
서울 한남동에 그가 지은 정자 천일정(天一亭)이   있었다고 한다.

## 같이 보기
- 김겸광
- 김극핍
- 김명윤
- 연산백중놀이
- 모원재

| 전임 김질 | 조선의 상급 국상 1478년 1월 7일 ~ 1479년 12월 27일 | 후임 김자점 |